# 伊藤竜也
伊藤 竜也（いとう たつや、1986年2月25日 - ）は、日本の車いす陸上競技選手。福井県大野市出身。2018年のアジアパラ競技大会100m走でアジア新記録を樹立。

## 経歴
17歳の時にバイクで交通事故に合い頸椎を損傷、車いす生活が始まった。
2016年に仕事の一環で参加した福井県障がい者スポーツ大会で、高田稔浩より「東京パラリンピックで金メダルを取れる」と評され、競技生活を開始。3か月後の大分国際車いすマラソンのハーフに出走し7位入賞を果たした。その後、全国車いす駅伝に出場し、2017年3月には仕事を辞めて競技に専念する。2018年3月に新日本工業と契約した。
当初はマラソンに挑んでいたが、2018年春に身体能力を測定し、「長距離より、短距離向き」という結果が得られたことや、参加する障害クラス(T52)では東京パラリンピックでマラソン種目が実施されないことを受けて短距離へ転向した。7月にはジャパンパラ大会で100mを制覇し、10月にはアジアパラ競技大会に初出場、18秒06という当時のアジア新記録で優勝。
2019年にはWPAGPにて100mのアジア記録を再び更新し、17秒96で優勝し、400mでは1'12.39で3位入賞。直後のIAWS世界大会でも100mと200mで二冠を達成している。
2021年3月の日本パラ陸上競技選手権大会では、17秒64を記録したものの、大矢勇気に17秒19のアジア記録で下されている。
2022年5月ジャパンパラ陸上競技大会
100m 優勝　400m 2位

2022年6月日本パラ陸上選手権大会
100m 優勝　400m 2位

2022年ワールドランキング
100m 2位　400m 4位